# (12817) Federica
(12817) Federica (1996 FM16) – planetoida z pasa głównego asteroid okrążająca Słońce w ciągu 5,36 lat w średniej odległości 3,06 j.a. Odkryta 22 marca 1996 roku.